# Alexanderwerk
Die Alexanderwerk Aktiengesellschaft mit Sitz in Remscheid ist ein börsennotierter Hersteller von Kompaktier- und Zerkleinerungsmaschinen für die Chemie-, Pharma- und Lebensmittelindustrie.

## Geschichte

Aktie über 100 RM der Alexanderwerk A. von der Nahmer AG vom August 1937

Fleischwolf von Alexanderwerk

Am 2. November 1885 gründete der Unternehmer Alexander von der Nahmer in Remscheid eine Gießerei. Erfolgreich wurde das Unternehmen mit der Produktion eines handbetriebenen Fleischwolfs, welchen von der Nahmer in Amerika entdeckte und in Deutschland in Lizenz nachfertigte. Auch weitere Produkte des alltäglichen Lebens sowie Maschinen für Fleischereibetriebe wurden gefertigt. Nach dem Tod des Firmengründers im Jahr 1888 übernahmen die Söhne Wilhelm und Adolf die Führung des Werks und brachten 1899 die Firma Alexanderwerk AG an die Börse. Zahlreiche Handelsvertretungen wurden im Ausland gegründet, um den Vertrieb auch außerhalb Deutschlands zu gewährleisten. Zu Spitzenzeiten hatte das Alexanderwerk 3000 Mitarbeiter.
Am 1. Januar 1922 schloss das Alexanderwerk mit dem Riegerwerk in Aalen einen Interessengemeinschaftsvertrag ab. Das Alexanderwerk übernahm demnach den Vertrieb sämtlicher Produkte des Riegerwerks. 1930 wurde die Produktion in Aalen stillgelegt und in das Alexanderwerk übertragen.
Nach dem Zweiten Weltkrieg spezialisiert sich das Unternehmen auf die Fertigung von Maschinen für die Pharmaindustrie. Bis heute gilt die Alexanderwerk AG als Marktführer für den Bau von Kompaktierern und Granulatoren.

## Konzernstruktur
Im Zuge einer Sanierung während einer schweren Unternehmenskrise Ende der 2000er-Jahre wurde das operative Geschäft in verschiedene Gesellschaften ausgegliedert. Die Alexanderwerk AG ist seitdem eine reine Holdinggesellschaft. Entwicklung, Montage und Vertrieb der Maschinen sind in der Tochtergesellschaft Alexanderwerk GmbH gebündelt. Davon ausgenommen ist der Vertrieb in Nordamerika, für den die Alexanderwerk Inc. in Montgomeryville, USA, zuständig ist. Auch das Ersatzteil- und Wartungsgeschäft liegt heute bei der Alexanderwerk GmbH, nachdem es vorübergehend in die 51-Prozent-Beteiligung AlexanderwerkService GmbH ausgelagert worden war.
Die Alexanderwerk Produktion GmbH, an der die AG einen Anteil von 25 % hält, ist ein Lieferant von Einzelteilen und Komponenten. Mit der Produktionsgesellschaft besteht seit 2014 eine Überkreuzbeteiligung; Ende 2015 hielt sie 20 % der Alexanderwerk-Aktien.

## Besonderheiten
Die Alexanderwerk GmbH und auch die Alexanderwerk Inc. verfügen jeweils über ein sogenanntes Technikum. Hier können die Kunden ihre Wünsche spezifizieren sowie Abläufe mit neuen Maschinen ausprobieren und verfeinern.